# Robert Mols
Robert Mols (n. 22 iunie 1848, Antwerpen, Flandra, Belgia – d. 8 august 1903, Antwerpen, Flandra, Belgia) a fost un pictor, gravor și desenator belgian. A primit numeroase distincții, în special Crucea Ordinului Leopold în 1879, iar în 1900 cavaler al Legiunii de onoare.